# Niespokojny człowiek
Niespokojny człowiek – tytuł oryginalny (szw.) Den orolige mannen – powieść kryminalna wydana w roku 2010, autorstwa szwedzkiego pisarza Henninga Mankella, stanowiąca dziewiątą w serii o przygodach Kurta Wallandera. Jej polskie tłumaczenie ukazało się w tym samym roku nakładem wydawnictwa WAB. Mankell ogłosił, że jest to ostatnia powieść o Wallanderze.

## Fabuła
W tajemniczych okolicznościach ginie wybitny szwedzki oficer marynarki, Håkan von Enke. Chociaż oficjalnie dochodzenie prowadzi sztokholmska policja, Wallander sam bada sprawę, ponieważ von Enke był teściem Lindy, córki Wallandera. Poszlaki prowadzą go w przeszłość - czasy zimnej wojny - oraz na trop płatnych zabójców z Europy Wschodniej. Inspektor Wallander podejrzewa, że natrafił na jakąś wielką tajemnicę – śledztwo może doprowadzić do odkrycia największego skandalu szpiegowskiego w historii Szwecji.
Tymczasem Wallander, starzejąc się, traci stopniowo zdrowie - cierpi na coraz częściej powtarzające się luki w pamięci.

## Powstanie powieści
Pierwotnie Henning Mankell planował, że nie napisze już kolejnych opowieści o Wallanderze po publikacji w roku 2000 zbioru opowiadań "Piramida" ("Pyramiden"). W roku 1999 wydał powieść "Innan frosten", której główną bohaterką jest córka Wallandera – Linda, która idąc w ślady ojca wstępuje w szeregi policji. Pisarz planował skupić się na karierze policyjnej Lindy, lecz porzucił ten pomysł po śmierci szwedzkiej aktorki, która odgrywała jej postać w szwedzkim serialu telewizyjnym pod tytułem "Wallander". Dopiero kilka lat później Mankell zdecydował, że napisze jeszcze jedną powieść o Kurcie Wallanderze. Wątek związany z marynarką został zainspirowany wtargnięciem łodzi podwodnych na szwedzkie wody terytorialne, które miały miejsce w latach 1982-83. Mankell uważał, że wydarzenia te stanowiły największy skandal w historii szwedzkiej polityki.